# Законник на Липит-Ищар

## История
Законника на Липит-Ищар не е запазен като цялостен паметник и е възстановен посредством отделни фрагменти. Първоначално е смятано, че съществуват само 3 части от Законника, но в музея във Филаделфия са открити още 4 плочки. По този начин е възстановена част от законника, а именно: пролога, 39 параграфа и епилога. Структурата е класическа за древните законници. В пролога издателя на акта обяснява мотивите за издаването на законите, което донякъде прилича на преамбюлите в съвременните законодателни актове. От същинската част са запазени няколко параграфа, свързани основно с арендата, семейно-правни и наследствен- правни отношения и деликтната отговорност. Нормите на законника, подобно на останалите подобни актове от епохата се отличават с ниска степен на правна обобщеност. Липит-Ищар (управлявал от 1934 пр. Хр. до 1924 г. пр. Хр.) е петият владетел от I династия на Исин (2017-1794 г. пр.н.е.). По време на неговото управление Исин загубва контрол над южна Месопотамия, която преминава под контрола на Ларса.

### Пролог
Когато великия Ан, бащата на боговете, (и) Енлил, царя на цялата земя, владетеля, който установява решения, ...Нинисин, дъщерята на Ан, ... за нейна... радост ... за нейното ясно чело; когато ѝ дали царството на Шумер и Акад (и) благосклонното управление в нейния (град) Исин, ... установено от Ан. Когато Ан (и) Енлил призоваха Липит-Ищар, то Липит-Ищар, мъдрия пастир, чието име било произнесено като Нунамнир, към царуване над страната, та да установи справедливост в страната, да отстрани жалбите, да даде отпор на врага (и) да избегне въстание със силата на оръжието, (и) да донесе благоденствие на шумери и акадци, тогава аз, Липит-Ищар, скромния пастир от Нипур, добропорядъчния фермер от Ур, който не напуска Ериду6, достойния да бъде владетел на Ерех, цар на Исин, цар на Шумер и Акад, който е драг на сърцето на Инан8, установил справедливост в Шумер и Акад в съответствие с думите на Енлил. Наистина, в тези дни аз се погрижих ... свобода за синовете и дъщерите на Исин, синовете и дъщерите на Шумер и Акад, на които ... оковите на робството ...бяха наложени. Наистина, в съответствие с ... аз направих бащата опора на децата, (и) децата опора на бащата; аз повелих бащата да стои редом с децата (и) децата да стоят редом с бащата; в дома на бащата (и) в дома на брата аз .... Наистина, аз, Липит-Ищар, син на Енлил, доведох седемдесет в дома на бащата (и) в дома на брата; в дома на неженения аз доведох ... за десет месеца ... жената на мъжа, ... децата на мъжа ...

### Разпоредби
1. ... та бил учреден ...
2. ...
3. ... собственост от дома на бащата от неговия ...
4. ... сина на държавния чиновник, сина на дворцовия чиновник, сина на попечителя ...
5. ... кораб ... го следва ...
6. Ако човек наследи кораб (и) го съоръжи за плаване от неговия ...
7. ... дар ... му се следва ...
8. Ако той е отдал своята градина на градинар, та този да се грижи за нея ... (и) градинаря ... владелеца на градината ...
9. Ако човек е дал пущинак (на друг) човек, та той да насади овощна градина, (и последния) не е насадил градина на целия пущинак, то той е длъжен на човека, който е сял градината, да отдаде част от неусвоения пущинак, която не е усвоена от него, като част от неговия дал.
10. Ако човек е влязъл в градината на (друг) човек (и) е бил хванат там да краде, той е длъжен да плати 10 сикли сребро.
11. Ако човек е отсякъл дърво в градината на (друг) човек, той е длъжен да плати 1/2 мина сребро.
12. Ако прилежащия към дома на човек пущинак на (друг) човек не е усвоен и стопанина на дома е казал на владелеца на пущинака: Заради това, че земята не е усвоена, някой може да проникне в моя дом; укрепи своя дом", (и) това им съглашение бъде потвърдено, то владелеца на пущинака ще бъде длъжен да обезщети владелеца на дома за всяко изгубено имущество.
13. Ако робиня или роб на човека е избягал и се е укрил в центъра на града, (и) ако се потвърди това, че той (или тя) са намерили убежище в дома на (друг) човек в течение на месец, той е длъжен да даде роб за роба.
14. Ако той няма роб, той ще бъде длъжен да заплати 15 сикли сребро.
15. Ако роб на човека е отработил своето робство на своя стопанин (и) ако това е потвърдено от стопанина двукратно, този роб може да получи свобода.
16. Ако миктум е подарък на царя, той не подлежи на отчуждение.
17. Ако миктум е дошъл при човек по своя собствена воля, този човек да не смее да го задържа; той е свободен да отиде където пожелае.
18. Ако човек без разрешение е принудил (друг) човек за нещо, за което (последния) нищо не мисли, то този човек не заслужава одобрение; той (първия човек) трябва да носи наказание за това дело, към което той го е принудил.
19. Ако владелец на имение или владетелка на имение не е платил налога за имението (и) го е платил друг човек, то в течение три години се забранява да се изселва човека от имението. (След това) човека, платил налога за имението, става владелец на имението, (и) предишния владелец на имението не може да оспорва неговото право.
20. Ако владелец на имение ...
21. Ако човек от наследниците е завзел ...
22. Ако ... дома на бащата ... той се е оженил, то дома на бащата, получен от нея като дар от бащата, той ще получи, като неин наследник.
23. Ако бащата е жив, неговата дъщеря, независимо от това, каква е тя, ниндигир, или лукур, или храмова прислужница, ще живее в неговия дом в качеството на наследница.
24. Ако дъщеря в дома на своя здрав баща ...
25. Ако втората жена, за която той е женен, му е родила деца, то зестрата, която тя е донесла от дома на своя баща, принадлежи на нейните деца; децата от неговата първа жена и децата от втората жена поравно да поделят имуществото на своя баща.
26. Ако човек се е оженил и неговата жена му е родила деца, и тези деца са живи, и робинята също е родила деца на своя стопанин, (но) стопанина е дарил свобода на робинята и нейните деца, то децата на робинята нямат право да делят имението с децата на своя (предишен) стопанин.
27. Ако неговата първа жена е умряла и след нейната смърт тай вземе за жена робиня, то децата от неговата първа жена са негови първи наследници; децата, родени от робинята на своя стопанин, да бъдат, както ... и неговия дом те, ...
28. Ако жената на човек не му е родила деца, (а) хетера с публичния площад му е родила деца, той е длъжен да обезпечи на хетерата зърно, масло и дрехи; децата, които му е родила хетерата, стават негови наследници, но докато е жива неговата жена, хетерата не може да живее в дома (му) с неговата жена.
29. Ако мъж се откаже от своята първа жена ... (а) тя не е напуснала дома, то неговата жена, взета от него в качеството на възлюбена, е негова втора жена; той е длъжен да се грижи за своята първа жена.
30. Ако (бъдещия) зет е влязъл в дома на своя тъст (и ако) той е сгоден, (но) после са го изгонили (от дома) и са дали неговата жена на негов приятел, те са длъжни да му върнат донесените от него подаръци по повод годежа, (и) тогава жената може да се омъжи за неговия приятел.
31. Ако млад човек се е оженил за хетера от публичния площад, (и) съдията му забрани да я посещава, но, впоследствие той се е развел със своята жена, то парите ...
32. (Ако)... той му е дал, то след смъртта на бащата наследниците разделят имението на бащата, (но) наследяването на имението те да не разделят; те не ще „варят във вода бащиното слово“.
33. Ако още докато е жив бащата е отложил брачния подарък за своя сина, (и) в присъствието на бащата още докато е жив, той (сина) си е взел жена, то след смъртта на неговия баща наследниците ...
34. Ако той е живял с увереност, че ... не е разделил имението, той е длъжен да плати 10 сикли сребро.
35. Ако човек е взел под аренда бик (и) е нанесъл увреждане на неговата плът в областта на носовия отвор, то той е длъжен да заплати една трета (от неговата) стойност.
36. Ако човек е взел под аренда бик (и) му е повредил очите, то той е длъжен да заплати една втора (от неговата стойности).
37. Ако човек е взел под аренда бик (и) му е счупил рог, то той е длъжен да заплати една четвърт (от неговата) стойност.
38. Ако човек е взел под аренда бик (и) му нанесе повреда в областта на опашката, то той е длъжен да заплати една четвърт (от неговата) стойност.
39. Ако ... то той е длъжен да заплати.

### Епилог
Наистина, в съответствие с правдивото слово на Уту, аз подбудих Шумер и Акад да се придържат към истинското правосъдие. Наистина, в съответствие с присъдата на Енлил, сложих край на враждата и въстанията; на страданията, жалбите, риданията ... табу; станах причина за добър порядък и справедливост; донесох на шумерите и акадците разцвет ...
Наистина, когато аз утвърдих изобилие в Шумер и Акад, аз издигнах тази стела. Нека този, който не извърши никакво злонамерено действие към нея (стелата), който не разруши моето творение, който не изтрие нейните надписи, който не напише своето собствено име на нея, за му бъде дарен дълъг живот и дихание дълги години; той да се издигне високо в Екур; да се склони над него високото чело на Енлил. (А) този, който извърши непристойно действие спрямо нея (стелата), който разруши моето творение, който изтрие от нея надписи, който напише своето собствено име на нея (или) този, който, знаейки за това проклятие, има намерение да я замени, – този човек нека бъде ..., той да бъде ...нека той го лиши ... да му изпрати ... В неговия ... който и да е той; нека Ашнан и Сумуган, владетелите на изобилието го лишат ... нека той отстрани .. Нека Уту, съдията на небето и земята ... отнеме ... него ... основи ... както ... нека го считат; да не утвърди основите на неговото владение; този цар, който и да е той, Нинурта ли, могъщия герой, сина на Енлил ..